# Haida (Schiff)
HMCS Haida (G63) ist ein Zerstörer der (zweiten) Tribal-Klasse der Royal Canadian Navy (RCN) und das einzige von 27 für die australische, britische und kanadische Marine gebaute Schiff ihrer Klasse, das heute noch existiert. Am 23. November 1984 wurde die Haida zur National Historic Site of Canada erklärt.

## Geschichte
Das Schiff wurde am 29. September 1941 bei der Werft High Walker Yard von Vickers Armstrong in Newcastle upon Tyne unter der Baunummer 41 auf Kiel gelegt, am 25. August 1942 vom Stapel gelassen und am 30. August 1943 in Dienst gestellt.
Die Haida gehörte zum ersten Baulos, das von der RCN in den Jahren 1940–1941 in Auftrag gegeben wurde. Der Bauauftrag beruhte auf den guten Erfahrungen der Royal Navy mit dieser Zerstörerklasse in den Anfangsjahren des Zweiten Weltkriegs. Abweichend von den britischen Schiffen wurden sie mit abgeänderten Belüftungs- und Heizungssystemen gebaut, um den Bedingungen des Winterdienstes im Nordatlantik Rechnung zu tragen. Nachdem das Führungsschiff der kanadischen Tribal-Klasse, die Iroquois, den Anforderungen nicht entsprach, wurde der Entwurf für die Haida überarbeitet.
Nach ihrer Indienststellung am 30. August 1943 wurde sie im Oktober 1943 der British Home Fleet in Scapa Flow zugewiesen. Für den Rest des Jahres fuhr sie Geleitschutzeinsätze für Nordmeergeleitzüge (u. a. JW 55B und RA 66) zwischen Spitzbergen und Murmansk.
Am 10. Januar 1944 wurde sie der 10. Zerstörer-Flottille in Plymouth zugewiesen und nahm an Patrouillenfahrten in der Biskaya teil. Bei dieser Gelegenheit wurde die Haida in der Nacht des 15. April von dem deutschen Torpedoboot T 29 angegriffen und beschädigt. Trotzdem gelang es, T 29 zu versenken.
Am 24. Juni 1944 versenkte sie im Ärmelkanal nördlich von Brest zusammen mit dem britischen Zerstörer Eskimo und einem Liberator-Bomber der tschechischen Luftwaffe das deutsche U-Boot U 971.
Nach diversen erfolgreichen Einsätzen kehrte sie am 10. Juni 1945 nach Halifax zurück, um für Tropeneinsätze umgerüstet zu werden. Aufgrund der japanischen Kapitulation wurde die Umrüstung nicht vollendet.
Am 20. März 1946 wurde die Haida im Zuge der Stilllegung der kanadischen Weltkriegsflotte eingemottet.
Mit dem Beginn des Koreakriegs am 25. Juni 1950 wurde die Haida reaktiviert. Sie wurde zu einem Geleitzerstörer umgebaut, wobei im Juli 1950 die Bewaffnung und Kommunikationsausstattung erneuert wurde. Am 15. März 1952 wurde sie mit der Kennzeichnung DDE 215 (DD war die Kennung für Zerstörer mit dem Zusatz E für die Umrüstung) erneut in Dienst gestellt. Sie verließ Halifax am 27. September mit Kurs auf Sasebo in Japan, wo sie nach der Durchquerung des Panamakanals am 12. November eintraf.
Am 11. Oktober 1963 wurde die Haida endgültig außer Dienst gestellt. Seit August 1965 liegt die Haida als Museumsschiff an der Pier von Hamilton und wird inzwischen von Parks Canada betreut. In Haushaltsjahr 2019/2020 besichtigten 18.095 Besucher das Schiff bzw. die National Historic Site.